# 夜阑人未静
《夜阑人未静》（英語：The Asphalt Jungle）是一部1950年的美国黑色电影，由约翰·休斯顿导演。电影基于1949年W·R·伯内特的小说改编，讲述了在中西部城市抢劫珠宝的故事。这部电影的主要演员有斯特林·海登、路易·卡尔赫恩、让·哈根、詹姆斯·惠特摩尔、萨姆·杰夫和约翰·麦金太尔。玛丽莲·梦露也在其中登场，这是她最早的角色之一。
这部电影获得了国家评论协会最佳导演奖，爱伦·坡奖与四项奥斯卡提名。2008年因《夜阑人未静》具备“文化、历史或美学意义”，美国国会图书馆将其列入国家电影登记处保护名单。

## 情节概述
犯罪策划者“博士”在七年后出狱，他在中西部一个无名的临河城市拜访了名叫考比的赌场老板。科比安排博士和律师阿伦佐·艾默里奇会面。“博士”告诉艾默里奇他的计划：窃取价值五十万美元或更多的珠宝。博士需要 五万美元来雇佣三个人：保险箱工、司机和流氓来解决这个问题。艾默里奇同意提供资金并处理战利品。“博士”聘请了专业的保险箱窃贼路易·恰维利。恰维利只相信驼背的餐馆老板Gus Minissi作为自己逃亡中的司机。该团伙的最后一名成员是古斯的朋友迪克斯·汉德利。迪克斯告诉爱他的多尔·科诺万，自己梦想买回家人失去的马场。
在抢劫过程中，恰维利敲开砖墙进入珠宝店，关闭门警报器让“博士”和迪克斯进入，并使用自制硝化甘油打开主保险箱。没预料的情况发生，爆炸的震荡扰乱了电网，导致该地区多个警报响起。迪克斯猛击了一名到达的保安，后者掉落的左轮手枪走火，射中了恰维利的腹部。
恰维利坚持古斯送自己回家。迪克斯和“博士”将战利品交给艾默里奇，后者承认自己身无分文。他派私人侦探鲍勃·布兰诺姆追讨欠他的钱，但布兰诺姆没有成功。急需现金，埃默里奇密谋在布兰诺姆的帮助下与其他人火并。艾默里奇建议“博士”将珠宝留给他，但“博士”和迪克斯满腹狐疑。布兰诺姆挥舞着枪，迪克斯杀了他，但他自己也受伤了。“博士”责骂艾默里奇的愚蠢计划，并告诉他联系珠宝商的保险公司，并提议以价值 25% 的价格退还贵重物品。
艾默里奇在河里处理了布兰诺姆的尸体，但警察找到了尸体。当他们询问他时，艾默里奇谎报了他的下落，并声称他与情妇安吉拉·芬莱（Angela Phinlay)共度了一夜。在警察局长哈迪的压力下，警官迪特里希（科比之前曾贿赂过他以求保护）说服赌徒坦白一切，徒劳地试图挽救自己。后来他因贪污被捕。认罪后，哈代逮捕了艾默里奇，并迫使安吉拉说出犯罪当晚的下落真相。艾默里奇被允许离开房间给他的妻子打电话并自杀。古斯被捕后，在监狱里袭击了考比。当警察破门而入时，发现恰维利已经死亡。
这就留下了“博士”和迪克斯。“博士”让出租车司机开车送他去克利夫兰。他们在路边小餐馆停下来。漂亮的年轻女子随着自动点唱机的曲调跳舞，分散了医生的注意力。由于延误，博士被两名警察认出，他们在发现隐藏在大衣中的被盗珠宝后逮捕了他。
多尔给迪克斯买了一辆车，并坚持要陪他。当他因失血而昏倒时，多尔带他去看医生，医生打电话给警察报告枪伤。迪克斯在静脉输液期间恢复知觉，并在警察到达前逃脱。他和多尔从辛辛那提抵达俄亥俄河对面的肯塔基马场。迪克斯跌跌撞撞地进入牧场，倒地而死。

## 生产
休斯顿和本·麦道根据伯内特的小说写成了剧本，他们强调了骗子的故事，减少了警方调查方面的内容。在制片主任 Dore Schary的支持下，不顾制片厂负责人Louis B. Mayer 的反对，米高梅决定制作这部电影。在编写拍摄剧本时征询了伯内特的意见，他表示认可。《夜阑人未静》的制作从1949年10月21日开始，一直持续到当年的12月下旬。在肯塔基州的列克星敦和俄亥俄州的辛辛那提进行了外景拍摄。
休斯顿在拍摄这部电影时，受到了欧洲新现实主义电影的影响，例如《开放城市》和《偷自行车的人》。他将这种类型的自然主义与“黑色电影”和好莱坞犯罪电影的风格化外观相结合。对剧本的主要关注是对抢劫案的描述比较详细，以及腐败律师埃默里奇通过自杀来欺骗司法。然而，工作室和审查员都没有严重干扰剧本创作，最终剪辑中的抢劫和自杀都出现了。只是自杀场景被重写：原始场景让艾默里奇完成了遗书，而修改后的场景让他无法写下遗书，并对自杀的决定感到非常不安。
玛丽莲·梦露所扮演的角色最初是让洛拉·奥尔布赖特扮演的，但她没有档期。休斯顿开始不相信梦露适合这个角色，并拒绝了她，但看着她离开房间时改变了主意。根据“黑色电影”权威 埃迪·穆勒的说法，休斯顿后来表示，梦露是“少数可以通过离开房间来进入角色的女演员之一”，这个角色是梦露的突破。休斯顿和战争英雄明星斯特林·海登都是 第一修正案委员会 的成员，该委员会反对将红色恐慌期间活跃于电影业的所谓共产主义者列入黑名单。

## 获奖与荣誉
| Year | Organization                   | Award category                                                                           | Recipients and nominees    | Result |
| ---- | ------------------------------ | ---------------------------------------------------------------------------------------- | -------------------------- | ------ |
| 1950 | Venice Film Festival           | Volpi Cup for Best Actor                                                                 | Sam Jaffe                  | 獲獎   |

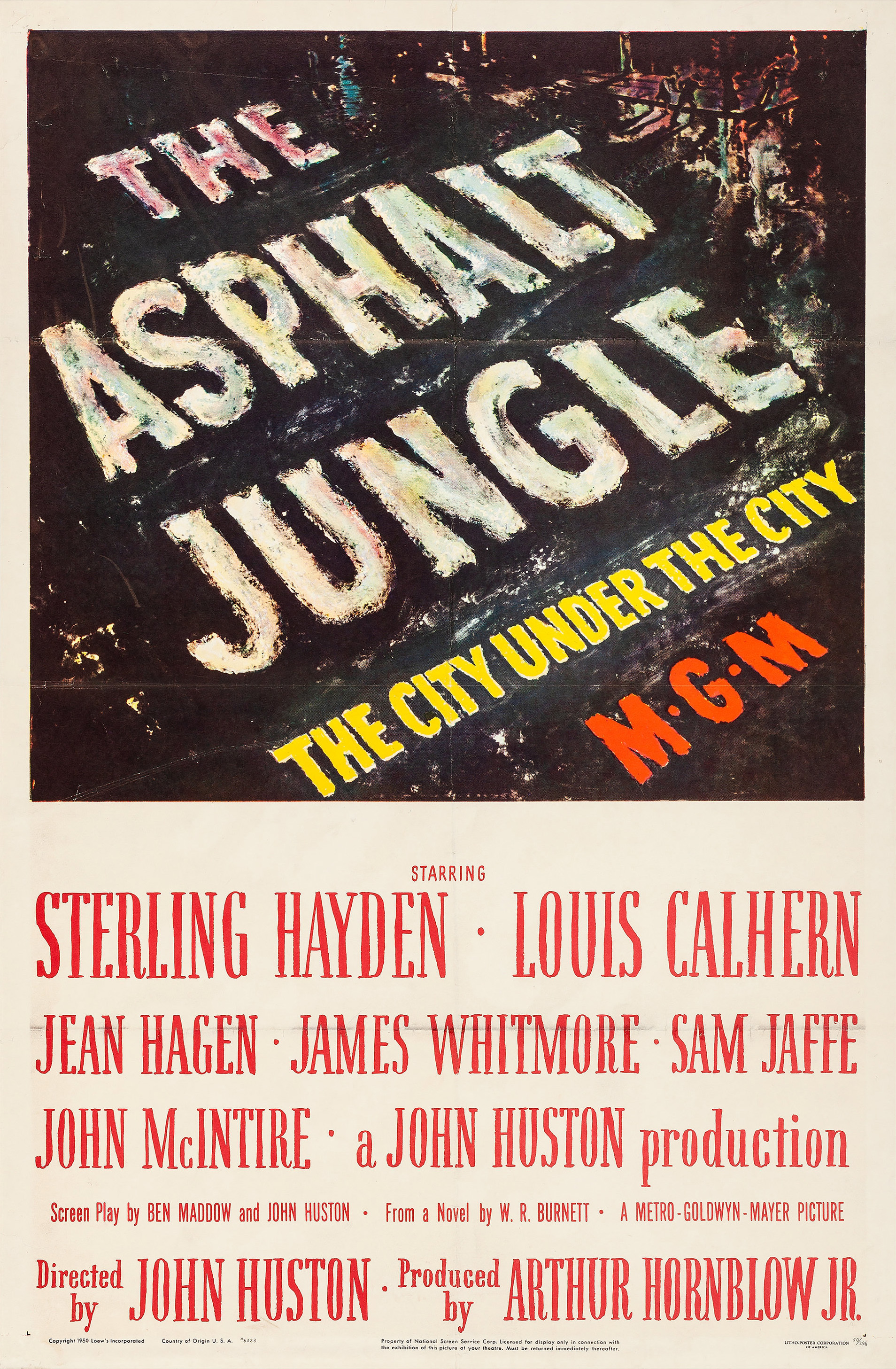
《夜阑人未静》电影海报

| 1950 | Venice Film Festival           | 金狮奖                                                                                   | The Asphalt Jungle         | 提名   |
| 1950 | 国家评论协会                   | 国家评论协会最佳导演奖                                                                   | 约翰·休斯顿                | 獲獎   |
| 1950 | 美国导演工会奖                 | Outstanding Achievement in Feature Film                                                  | John Huston                | 提名   |
| 1951 | 爱伦坡奖                       | Best Motion Picture Screenplay                                                           | Ben Maddow and John Huston | 獲獎   |
| 1951 | 奥斯卡奖                       | 奥斯卡最佳导演奖                                                                         | 约翰·休斯顿                | 提名   |
| 1951 | 奥斯卡奖                       | 奥斯卡最佳男配角奖                                                                       | 萨姆·杰佛                  | 提名   |
| 1951 | 奥斯卡奖                       | Best Adapted Screenplay                                                                  | Ben Maddow and John Huston | 提名   |
| 1951 | 奥斯卡奖                       | Best Cinematography – Black-and-white                                                    | Harold Rosson              | 提名   |
| 1951 | 英国电影和电视艺术学院         | Best Film from any Source                                                                | The Asphalt Jungle         | 提名   |
| 1951 | 金球奖                         | Best Cinematography                                                                      | Harold Rosson              | 提名   |
| 1951 | 金球奖                         | Best Director                                                                            | John Huston                | 提名   |
| 1951 | 金球奖                         | Best Screenplay                                                                          | Ben Maddow and John Huston | 提名   |
| 1951 | Writers Guild of America Award | Best Written Drama                                                                       | Ben Maddow and John Huston | 提名   |
| 1951 | Writers Guild of America Award | The Robert Meltzer Award (Best Written Film Concerning Problems with the American Scene) | Ben Maddow and John Huston | 提名   |